# Campionat del Món de motociclisme de 1991
La temporada de 1991 del Campionat del món de motociclisme fou la 43a edició d'aquest campionat, organitzat per la FIM. El començament de la dècada del 1990 va marcar una època daurada dels Grans Premis de motociclisme. La rivalitat entre Wayne Rainey i Kevin Schwantz estava en ple apogeu mentre Mick Doohan començava a destacar. Eddie Lawson havia canviat a Cagiva i començava a obtenir alguns resultats respectables.
El 1991, Wayne Rainey va guanyar el seu segon títol consecutiu de 500cc, Luca Cadalora va guanyar el de 250cc de forma clara, amb vuit victòries, i el jove Loris Capirossi va revalidar el de 125cc. Pel que fa als pilots catalans, aquest any només van fer alguna actuació destacable Joan Garriga als 500cc, sempre darrere dels millors, i Carles Cardús, amb la tercera posició final als 250cc. D'altra banda, Sito Pons es va retirar de les competicions un cop acabat el campionat.
Aquella temporada, Michelin va decidir subministrar pneumàtics només a l'equip Rothmans Honda; tota la resta de participants va fer servir els Dunlop. La ronda de Iugoslàvia es va cancel·lar a causa de la guerres de Iugoslàvia (aquell any esclataren les d'Eslovènia i Croàcia) i es va substituir per un Gran Premi d'Europa al circuit del Jarama. La ronda brasilera també es va cancel·lar a l'últim moment per problemes de seguretat a la pista i es va substituir per una cursa celebrada a Le Mans. El primer Gran Premi de Malàisia de la història es va celebrar a Shah Alam. Com a nota curiosa, aquell any només es comptabilitzaren els resultats de les 13 millors curses, de manera que els competidors podien obviar les seves dues pitjors puntuacions.

## Campions del món
Pilots
| 125cc           | 250cc         | 500cc        |
| --------------- | ------------- | ------------ |
| Loris Capirossi | Luca Cadalora | Wayne Rainey |

Constructors
| 125cc | 250cc | 500cc  |
| ----- | ----- | ------ |
| Honda | Honda | Yamaha |

Sidecars
| Pilot / Passatger             | Constructor |
| ----------------------------- | ----------- |
| Steve Webster / Gavin Simmons | Krauser     |

## Grans Premis

### Sistema de puntuació
Barem de puntuació de 1988 a 1991:
| Posició | 1  | 2  | 3  | 4  | 5  | 6  | 7 | 8 | 9 | 10 | 11 | 12 | 13 | 14 | 15 |
| Punts   | 20 | 17 | 15 | 13 | 11 | 10 | 9 | 8 | 7 | 6  | 5  | 4  | 3  | 2  | 1  |

### Calendari
| Cursa | Data           | Gran Premi                   | Circuit        |
| ----- | -------------- | ---------------------------- | -------------- |
| 1     | 24 de març     | Gran Premi del Japó          | Suzuka         |
| 2     | 7 d'abril      | Gran Premi d'Austràlia       | Eastern Creek  |
| 3     | 21 d'abril     | Gran Premi dels Estats Units | Laguna Seca    |
| 4     | 12 de maig     | Gran Premi d'Espanya         | Jerez          |
| 5     | 19 de maig     | Gran Premi d'Itàlia          | Misano         |
| 6     | 26 de maig     | Gran Premi d'Alemanya        | Hockenheimring |
| 7     | 9 de juny      | Gran Premi d'Àustria         | Salzburgring   |
| 8     | 16 de juny     | Gran Premi d'Europa          | Jarama         |
| 9     | 29 de juny     | Dutch TT                     | Assen          |
| 10    | 21 de juliol   | Gran Premi de França         | Paul Ricard    |
| 11    | 4 d'agost      | Gran Premi de Gran Bretanya  | Donington Park |
| 12    | 18 d'agost     | Gran Premi de San Marino     | Mugello        |
| 13    | 25 d'agost     | Gran Premi de Txecoslovàquia | Brno           |
| 14    | 8 de setembre  | Gran Premi de Le Mans        | Le Mans        |
| 15    | 29 de setembre | Gran Premi de Malàisia       | Shah Alam      |

### Guanyadors
| Cursa | Gran Premi                   | 125cc               | 250cc                | 500cc          | Resultats |
| ----- | ---------------------------- | ------------------- | -------------------- | -------------- | --------- |
| 1     | Gran Premi del Japó          | Noboru Ueda         | Luca Cadalora        | Kevin Schwantz | Resultat  |
| 2     | Gran Premi d'Austràlia       | Loris Capirossi     | Luca Cadalora        | Wayne Rainey   | Resultat  |
| 3     | Gran Premi dels Estats Units |                     | Luca Cadalora        | Wayne Rainey   | Resultat  |
| 4     | Gran Premi d'Espanya         | Noboru Ueda         | Helmut Bradl         | Mick Doohan    | Resultat  |
| 5     | Gran Premi d'Itàlia          | Fausto Gresini      | Luca Cadalora        | Mick Doohan    | Resultat  |
| 6     | Gran Premi d'Alemanya        | Ralf Waldmann       | Helmut Bradl         | Kevin Schwantz | Resultat  |
| 7     | Gran Premi d'Àustria         | Fausto Gresini      | Helmut Bradl         | Mick Doohan    | Resultat  |
| 8     | Gran Premi d'Europa          | Loris Capirossi     | Luca Cadalora        | Wayne Rainey   | Resultat  |
| 9     | Dutch TT                     | Ralf Waldmann       | Pierfranchesco Chili | Kevin Schwantz | Resultat  |
| 10    | Gran Premi de França         | Loris Capirossi     | Loris Reggiani       | Wayne Rainey   | Resultat  |
| 11    | Gran Premi de Gran Bretanya  | Loris Capirossi     | Luca Cadalora        | Kevin Schwantz | Resultat  |
| 12    | Gran Premi de San Marino     | Peter Öttl          | Luca Cadalora        | Wayne Rainey   | Resultat  |
| 13    | Gran Premi de Txecoslovàquia | Alessandro Gramigni | Helmut Bradl         | Wayne Rainey   | Resultat  |
| 14    | Gran Premi de Le Mans        |                     | Helmut Bradl         | Kevin Schwantz | Resultat  |
| 15    | Gran Premi de Malàisia       | Loris Capirossi     | Luca Cadalora        | John Kocinski  | Resultat  |

## Galeria

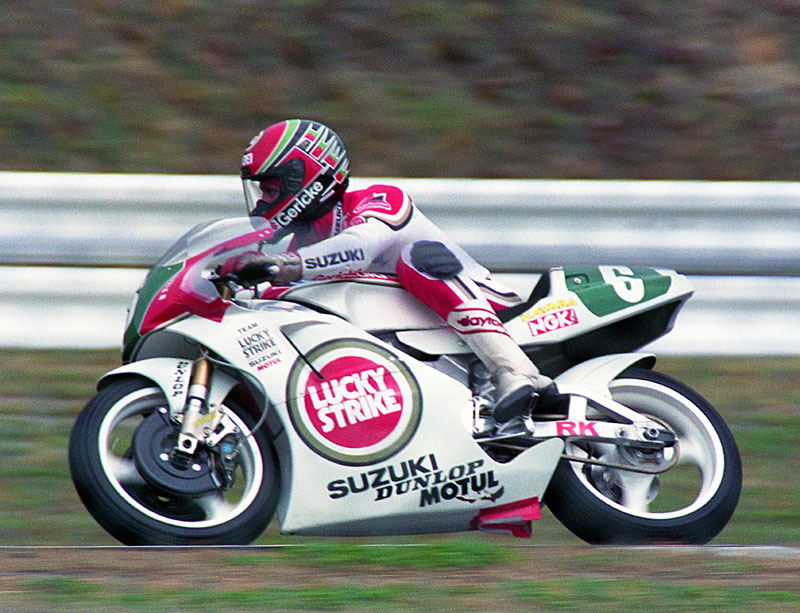
Martin Wimmer, 9è als 250cc
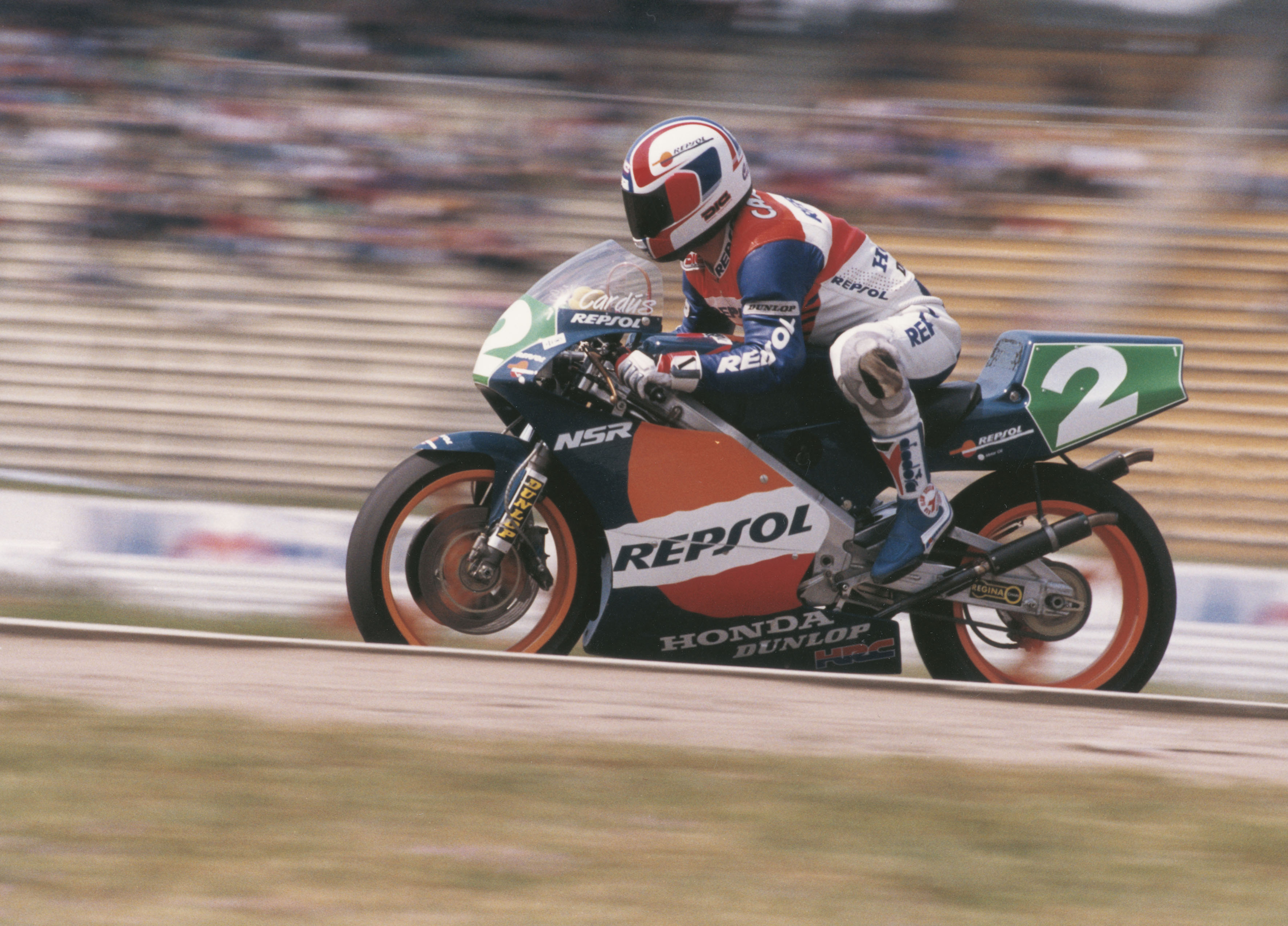
Carles Cardús, 3r als 250cc
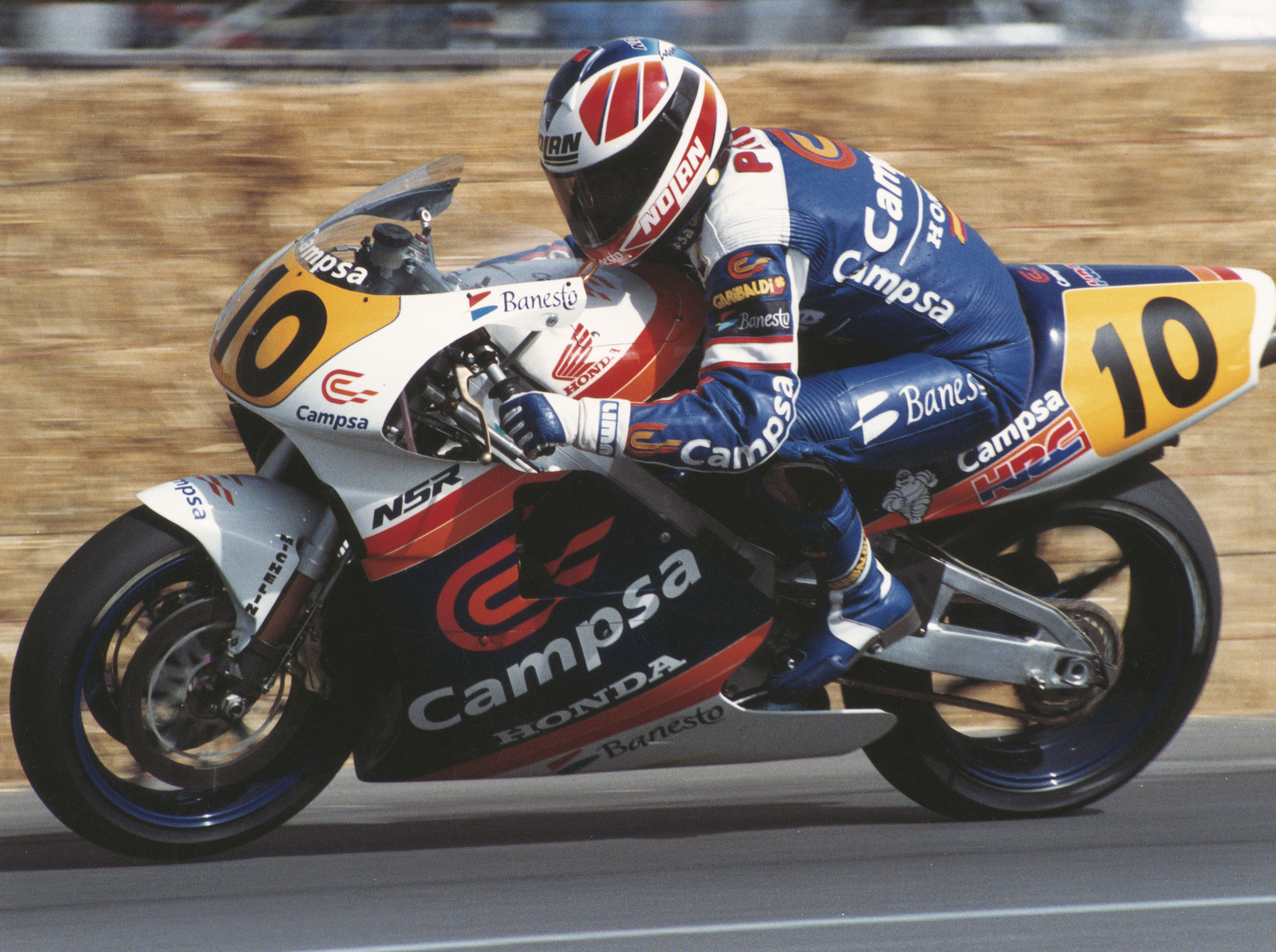
Sito Pons, 14è als 500cc al seu darrer any en actiu

## Classificació dels pilots

### 500 cc
(Llegenda) (En negreta - Pole; En cursiva - Volta ràpida)